# Shō Shimoji
Shō Shimoji (jap. 下地奨 Shimoji Shō; ur. 2 sierpnia 1985 w Prefektura Okinawa) – japoński piłkarz występujący na pozycji pomocnika.

## Kariera piłkarska
Od 2008 roku występował w Sagan Tosu, Sportivo Luqueño, Linense, Águia Negra, BEC Tero Sasana, Police United, Chainat Hornbill i Udon Thani.